# BundesTux
BundesTux (від Bundestag — німецький парламент та Tux — ім'я пінгвіна, який є символом ОС Лінукс) — проект переходу німецького парламенту на вільне програмне забезпечення, започаткований у 2001 році. Загалом з цим проектом пов'язують інші проєкти переходу на вільне ПЗ у Німеччині.
На той момент близько 5000 комп'ютерів німецького парламенту використовували ОС Windows NT, підтримка якої припинялась у 2003 році, що змушувало міняти ОС. Для більшості задач використовувалися рішення Microsoft.
Вільне ПЗ підтримувала Соціал-демократична партія Німеччини, помірковано прагматичну позицію займала Вільна демократична партія Німеччини.
Відповідно до звернення ініціативної групи, спрямованістю проекту була підтримка економічного змагання, творчого потенціалу, безпеки відкритого ринку та підкреслення демократичних аспектів німецького суспільства, технічна сторона пов'язана з кращою безпекою, ефективністю використання коштів та гнучкістю вільного програмного забезпечення.
Члени утвореного парламентського комітету зустрічалися з представниками різних виробників ОС та прикладних програм з метою оцінити поточний стан речей. Питанням був вибір між Linux та Windows 2000. Протягом двох місяців було зібрано понад 27000 підписів під зверненням за використання вільного ПЗ у німецькому парламенті. Відбувались дискусії — одні парламетарі пропонували повний перехід на вільне ПЗ, інші вважали, що ПЗ не можна вибирати лише з політичних міркувань.
Microsoft робила зустрічні кроки, розгорнувши кампанію дискредитації Лінукс та пообіцявши надати вихідні тексти своїх програм (але не дотримавши обіцянки).
Німецька компанія Infora проводить оцінювання п'яти різних конфігурацій. В серверній категорії виграє Лінукс через низьку собівартість та серйозні проблеми безпеки поштового серверу Microsoft Exchange. Рішення залишити все 'як є' посідає третє місце з п'яти, повний перехід на вільне ПЗ — останнє. Infora рекомендує лише частковий перехід на вільне ПЗ, вважаючи що для решти задач вільне ПЗ не достатнє для вимог парламенту.
Паралельно дослідження проводять адміністратори Бундестагу порівнюючи конфігурацію сервер Windows 2000, клієнт Windows XP із конфігурацією сервер SuSE 7.2, клієнт SuSE 7.3. У цьому досліджені вільне ПЗ визнано цілком придатним до поставлених вимог, але для користувачів зручнішим є Windows через недостатню підтримку звичних користувачам технологій Cut-and-Paste та Drag-and-Drop між програмами у Лінукс. Також було відзначено більшу складність у налаштуванні Лінукс.
В результаті сервери було переведено на Лінукс, клієнти на Windows XP із MS Office XP. 
Рішення про перехід було прийнято в 2002 році. Переведення понад 100 серверів на Лінукс (Suse Professional 9.2) тривало з 2003 до 2005 року, і було успішним.
Наступними задачами оголошено звільнення від закритих форматів документів та протоколів, відкрито сайт BundesTux з пропаганди вільного ПЗ.